# 국주영은
국주영은(鞠朱榮恩, 1965년 11월 11일 ~ )은 대한민국 전라북도의회 의원이다.

## 학력
- 전북여자고등학교 졸업
- 전북대학교 철학 학사
- 전북대학교 교육대학원 철학교육학 석사

## 경력
- 전주시지역아동센터 심사위원
- 전주시평생학습센터 위원
- 다운지역아동센터 운영위원회 위원
- 전주시사회복지협의회 이사
- 전북환경운동연합 집행위원회 위원
- 청소년범죄예방지도자협의회 여성위원장
- 열린우리당 전라북도당 부대변인
- 열린우리당 전라북도당 여권신장특별위원회 부위원장
- 민주당 전라북도당 윤리위원
- 전국여성지방의원 전북대표
- 2006.07 ~ 2010.06: 제8대 전주시의회 의원
  - 2006.07 ~ 2008.06: 제8대 전주시의회 전반기 행정위원회 부위원장
- 2010.07 ~ 2014.03: 제9대 전주시의회 의원
  - 2010.07 ~ 2012.06: 제9대 전주시의회 전반기 복지환경위원회 위원장
- 2014.07 ~ 2018.06: 제10대 전라북도의회 의원
  - 2014.07 ~ 2016.06: 제10대 전라북도의회 전반기 환경복지위원회 부위원장
- 2018.07 ~ 2022.06: 제11대 전라북도의회 의원
  - 2018.07 ~ 2020.06: 제11대 전라북도의회 전반기 행정자치위원회 위원장
- 2022.07 ~ : 제12대 전라북도의회 의원
  - 2022.07 ~ 2024.06: 제12대 전라북도의회 전반기 의장
- 2022.07 ~ 2023.09: 제18대 대한민국시도의회의장협의회 부회장
- 2023.09 ~ 2024.06: 제18대 대한민국시도의회의장협의회 회원

## 역대 선거 결과
|  | 19.75% |

|  | 30.15% |

|  | 61.19% |

|  | 80.54% |

|  | 0% |